# Ольховка (Юго-Камское сельское поселение)
Ольховка — посёлок в Пермском районе Пермского края. Входит в состав Юго-Камского сельского поселения.

## Географическое положение
Расположен в 1 км от реки Вороновская Рассоха, примерно в 19 км к северо-востоку от административного центра поселения, посёлка Юго-Камский.

## Население
| 2010 |
| ---- |
| 19   |

## Топографические карты
- Лист карты O-40-76 Юго-камский. Масштаб: 1 : 100 000. Состояние местности на 1983 год. Издание 1984 г.